# Gran Cañón de Groenlandia
El Gran Cañón de Groenlandia, también llamado Mega Cañón por algunos medios de comunicación, es un cañón que fue descubierto debajo de la capa de hielo de Groenlandia, según se anunció en agosto de 2013.
Los datos que el radar de penetración en el hielo obtuvo fueron recogidos durante la Operación IceBridge de la NASA mostraron un gran cañón subglacial que va desde la región central de la isla hacia el norte en el Océano Ártico. El cañón es probable que haya sido creado por el flujo de agua basal del interior capa de hielo. Jonathan Bamber, geógrafo de la Universidad de Bristol, dijo: 

"Las paredes en forma de V y el fondo plano sugieren que el agua esculpió el valle enterrado, no el hielo".

El cañón tiene posiblemente más de 750 kilómetros de largo, hasta 800 metros de profundidad y 10 kilómetros de ancho, por lo que es el cañón más grande descubierto en la Tierra hasta la fecha. Sin embargo, no el más profundo.
Se estima que tenga al menos 4 millones de años. Su descubrimiento fue reportado por primera vez en la revista Science el 30 de agosto de 2013, por científicos de la Universidad de Bristol, Universidad de Calgary y la Universidad de Urbino.